# Kreisgericht Culm
Das Kreisgericht Culm war ein preußisches Kreisgericht in der damaligen Provinz Preußen mit Sitz in der Stadt Culm.

## Geschichte
In Bezirk des Kreisgerichts Culm bestanden bis 1849 das königliche Land- und Stadtgericht Culm sowie viele Patrimonialgerichte.
1849 wurden in Preußen einheitlich Kreisgerichte geschaffen. Hierbei wurde die Patrimonialgerichtsbarkeit abgeschafft und die Patrimonialgerichte wurden aufgehoben. Auch die eingangs genannten Gerichte wurden aufgehoben und es entstand das Königliche Kreisgericht Culm im Sprengel des Appellationsgerichts Marienwerder. Es war für den Landkreis Culm zuständig.
Schwurgerichtssachen wurden am Kreisgericht Graudenz verhandelt. Am Gericht waren 1870 ein Direktor und sieben Kreisrichter eingesetzt. 1870 betrug die Zahl der Gerichtseingesessenen 53.198. Eine Gerichtskommission bestand in Briesen.
Im Rahmen der Reichsjustizgesetze wurde das Gerichtswesen in Deutschland 1879 vereinheitlicht. Damit wurde das Kreisgericht Culm aufgehoben und das königlich preußische Amtsgericht Culm mit Wirkung zum 1. Oktober 1879 als eines von neun Amtsgerichten im Bezirk des Landgerichtes Thorn als Nachfolger gebildet. Auch die Gerichtskommission wurde in ein Amtsgericht (Amtsgericht Briesen) umgewandelt.